# Zmarli w roku 1795
Lista osób zmarłych w 1795:

## luty 1795
- 4 lutego – Johann Ehrenreich von Fichtel, austriacki prawnik, mineralog i geolog[1]

## marzec 1795
- 21 marca – Honoriusz III, książę Monako[2]

## maj 1795
- 6 maja – Pieter Boddaert, holenderski lekarz i przyrodnik[3]

## czerwiec 1795
- 1 czerwca – Pierre Joseph Desault, francuski chirurg[4]
- 28 czerwca:
  - Maciej Choe In-gil, koreański męczennik, błogosławiony katolicki[5]
  - Saba Ji Hwang, koreański męczennik, błogosławiony katolicki[5]
  - Paweł Yun Yu-il, koreański męczennik, błogosławiony katolicki[6]

- data dzienna nieznana (w kolejności alfabetycznej nazwisk):
  - Johann Anton Krauss – niemiecki rzeźbiarz późnego baroku[7]